# Allen Leech
Allen Leech, född  den 18 maj 1981 i Killiney, County Dublin, är en irländsk skådespelare.
Allen Leech har bland annat medverkat i Downton Abbey (såväl i serien som i filmerna) där han spelat den återkommande rollen som Tom Branson. I Bohemian Rhapsody spelade han en mindre roll som Paul Prenter. I TV-serien En älskvärd man spelade han Elliott Fielding, en av seriens huvudroller.

## Rollista i urval
- 2009 – From Time to Time
- 2010–2015 – Downton Abbey (TV-serie)
- 2014 – The Imitation Game
- 2018 – Bohemian Rhapsody
- 2019 – Downton Abbey
- 2023 – Dödens triangel (TV-serie)
- 2024 – En älskvärd man (TV-serie)
- 2025 – Downton Abbey: The Grand Finale